# Gebouw Plancius
Gebouw Plancius is een voormalige joodse repetitieruimte en sociëteit aan de Plantage Kerklaan 61 te Amsterdam, tegenover Artis. In het rijksmonument uit 1876 is sinds 1999 het Verzetsmuseum Amsterdam gevestigd. De naam verwijst naar de Amsterdamse dominee en geograaf Petrus Plancius (1550-1622).
Het werd tussen 1874 en 1876 gebouwd op initiatief van de joodse mannenzangvereniging Oefening Baart Kunst, naar een ontwerp van Nicolaas Vos. Voor de bouw moest een huis worden afgebroken dat Plancius heette, waarna werd besloten het nieuwe gebouw eveneens Plancius te noemen. Gebouw Plancius ging op 24 mei 1876 open en was tot 1894 in gebruik bij Oefening Baart Kunst. In 1881 werd er een wintertuin bij gebouwd, en in 1883 volgde een verbouwing door architect Dolf van Gendt. Na het vertrek van de zangvereniging was Plancius nog in gebruik als zalencentrum. Vanaf 1900 werd het gebouw minder rendabel en in 1913 werd het verkocht aan de Taxi-Auto-Maatschappij (TAM) die er een taxicentrale begon. Door architect Harry Elte werd achter het pand een garage met overkapping gebouwd. In 1919 werd de TAM overgenomen door de Amsterdamsche Rijtuig Maatschappij (ARM), die het taxibedrijf voortzette.
Toen tijdens de Tweede Wereldoorlog weer paardentractie werd gebruikt was Plancius een tijdje een paardenstal. In 1944-1945 werden er Duitse voertuigen neergezet. De ARM verhuurde vanaf 1955 een deel van het gebouw aan een lingeriefabriek. In 1970 vertrokken beide bedrijven uit het gebouw dat vervolgens werd gebruikt door de Ongevallendienst van de Amsterdamse verkeerspolitie. In 1998 verhuisde het Verzetsmuseum naar gebouw Plancius. Het museum ging op 1 mei 1999 open. In 2001 werd gebouw Plancius aangewezen als rijksmonument.